# Giovanni Petucco

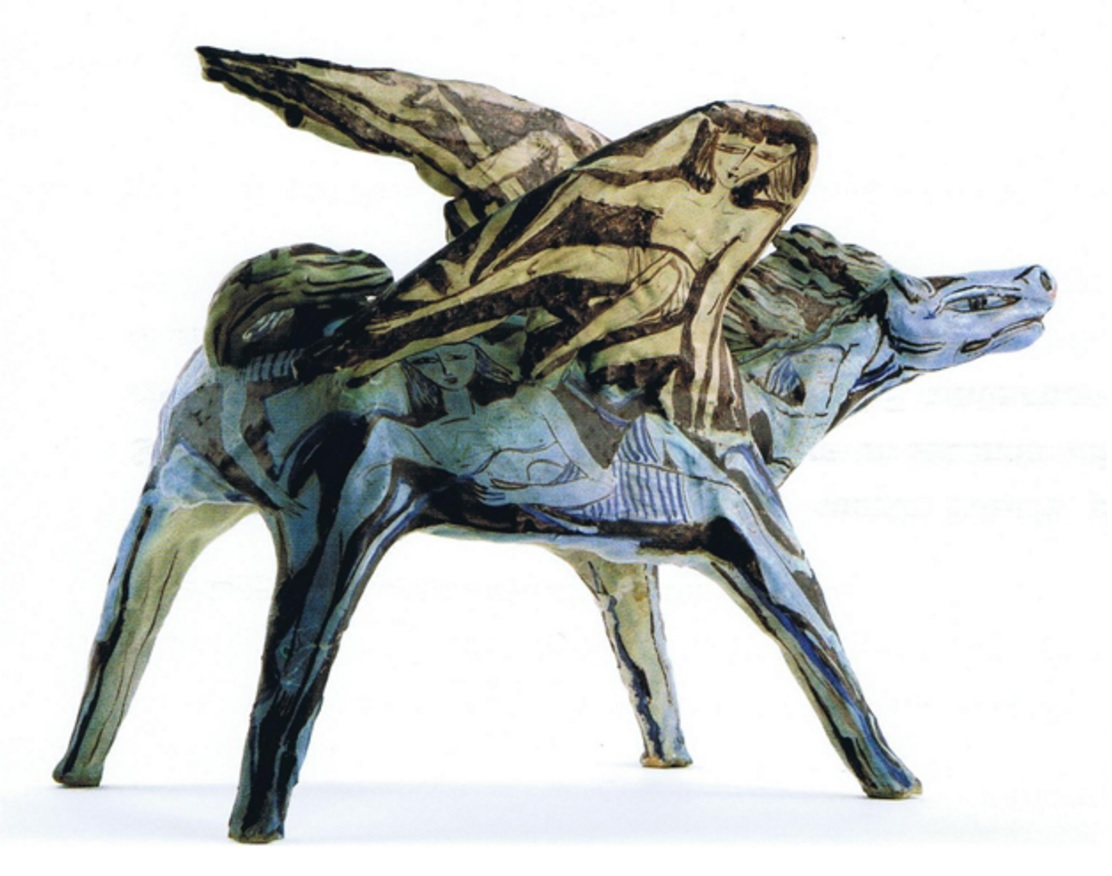
"Pegaso" -

Giovanni Petucco (Nove, 29 agosto 1910 – Nove, 30 giugno 1961) è stato un pittore, scultore e ceramista italiano.

## Biografia
Iniziò a lavorare fin dalla giovanissima età presso le Manifatture Ceramiche di Nove, studiò alla locale Scuola d'Arte sotto la direzione di Roberto Rosati e poi all'Accademia di belle arti di Venezia.
Nel 1942, al termine degli studi a Venezia, tornò a Nove e cominciò l'insegnamento presso la Scuola d'Arte, in seguito divenuta Istituto d'Arte, diretta da Andrea Parini, e nel 1945 fondò, in società con Andrea Tolio e Gino Cuman, la manifattura per la produzione di ceramiche artistiche "Petucco & Tolio". 
Nel 1954 fu invitato da Leoncillo Leonardi a ricoprire il ruolo di docente all'Accademia di belle arti di Roma ma rifiutò l'incarico per continuare la sua attività di insegnante, scultore e ceramista a Nove.
Dal 1947 al 1960 presenta sue opere personali a varie edizioni delle Biennali d'Arte di Venezia e delle Triennali di Milano, ed espone presso gallerie d'arte in alcune città europee.
Giovanni Petucco muore a Nove nel 1961.